# 초조본 대반야바라밀다경 권162, 170, 463
초조본 대반야바라밀다경 권162, 170, 463(初雕本 大般若波羅蜜多經 卷一百六十二, 一百七十, 四百六十三)은 서울특별시 강남구 코리아나 화장박물관에 있는 고려시대의 목판본 불경이다.
1995년 3월 10일 대한민국의 국보 제284호 초조본대반야바라밀다경 <권제162,170,463>(初雕本大般若波羅蜜多經
<卷第一百六十二,一百七十,四百六十三 >)으로 지정되었다가, 2010년 8월 25일 현재의 명칭으로 변경되었다.

## 개요
대반야바라밀다경은 줄여서 ‘대반야경’, ‘반야경’이라고 부르기도 하며, 존재물 자체에는 실체가 없으므로 집착하는 마음을 갖지 말라는 공(空)사상을 기본 사상으로 하고 있다. 우리나라에서는 흔히 ‘반야심경’이라고 부르며 종파에 관계없이 공통적으로 읽고 외우는 경전이다.
이 책은 고려 현종 때(재위 1011∼1031) 부처님의 힘으로 거란의 침입을 극복하고자 만든 초조대장경 가운데 하나로, 당나라 현장(玄裝)이 번역한 대반야경 600권 가운데 권 제162, 170, 463이다. 3권 모두 닥종이에 찍은 목판본으로 두루마리처럼 말아서 보관할 수 있도록 되어 있다. 권 제162의 끝에 적혀있는 기록을 통해 고려 정종 12년(1046)에 허진수가 국왕과 국가의 평화를 빌며, 어머니의 무병장수와 돌아가신 아버지의 명복을 빌기 위해 찍어낸 것임을 알 수 있다.
초조대장경은 이후에 만들어진 해인사대장경(재조대장경 또는 고려대장경)과 비교해 볼 때 몇 가지 차이점이 있다. 목판의 새김이 정교한 반면에 해인사대장경과 글자수가 다르고 간행연도를 적은 기록은 없으며, 군데군데 피휘(避諱:문장에 선왕의 이름자가 나타나는 경우 공경과 삼가의 뜻으로 글자의 한 획을 생략하거나 뜻이 통하는 다른 글자로 대치하는 것)와 약자(略字)가 나타난다. 또 초조대장경은 책의 장수를 표시하는데 있어서 대체로 ‘장(丈)’자나 ‘폭(幅)’자를 쓰는 데 비해 해인사대장경은 ‘장(張)’자로 통일되어 있다.
이 책의 경우에도 글자수가 25행 14자로, 23행 14자인 해인사대장경과 다르며, 목판을 새긴 연도에 대한 기록이 없다.
3권의 초조본은 보존상태로 보아 같은 시기에 찍어낸 것으로 보이며, 특히 권162의 기록을 통해 다른 초조대장경의 인쇄시기를 추정하는데 기준이 되는 중요한 자료로 평가된다.

## 참고 자료
- 초조본 대반야바라밀다경 권162, 170, 463 - 국가유산청 국가유산포털